# Skalka (usedlost na Smíchově)

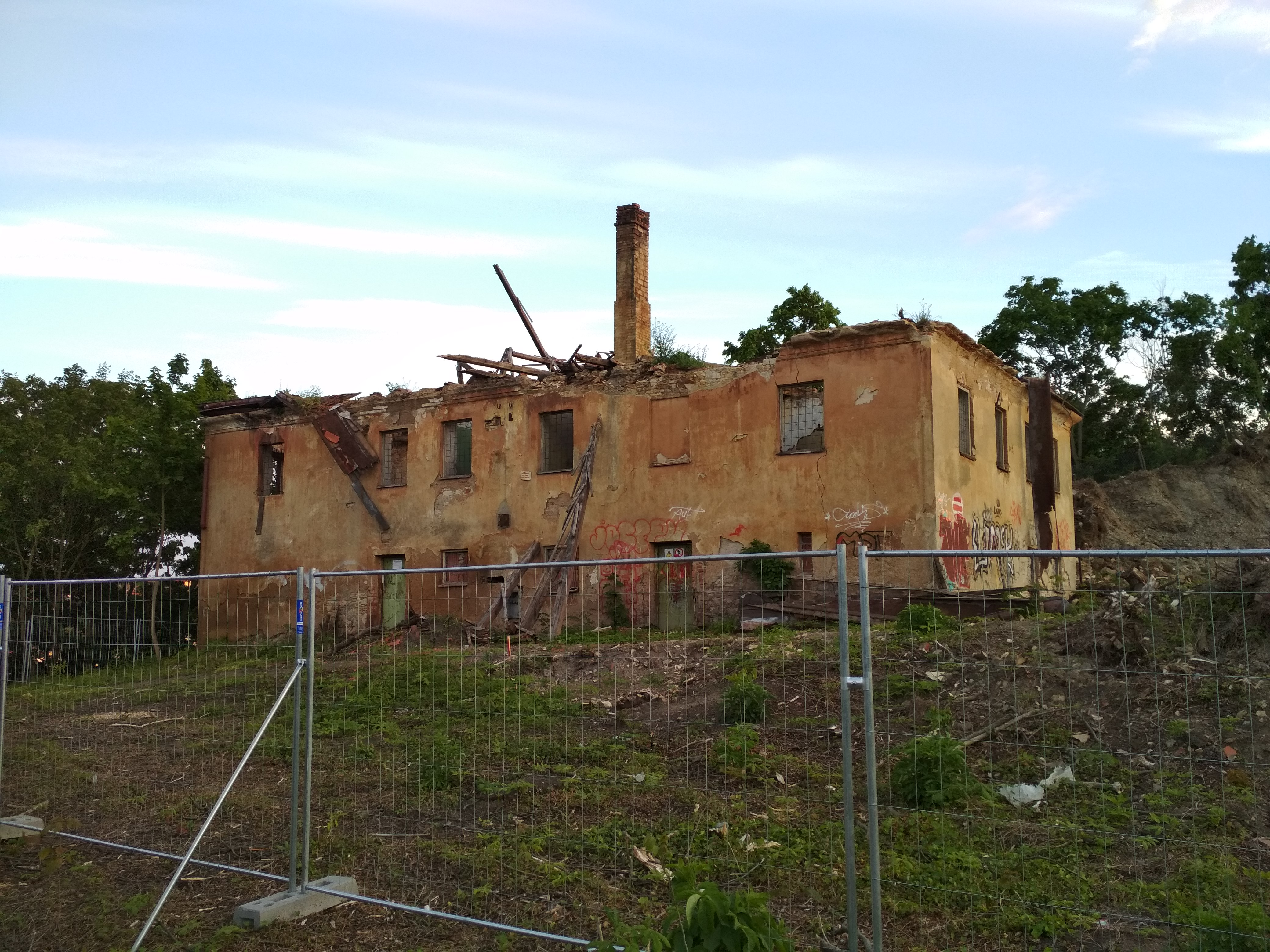
Usedlost Skalka (2021)

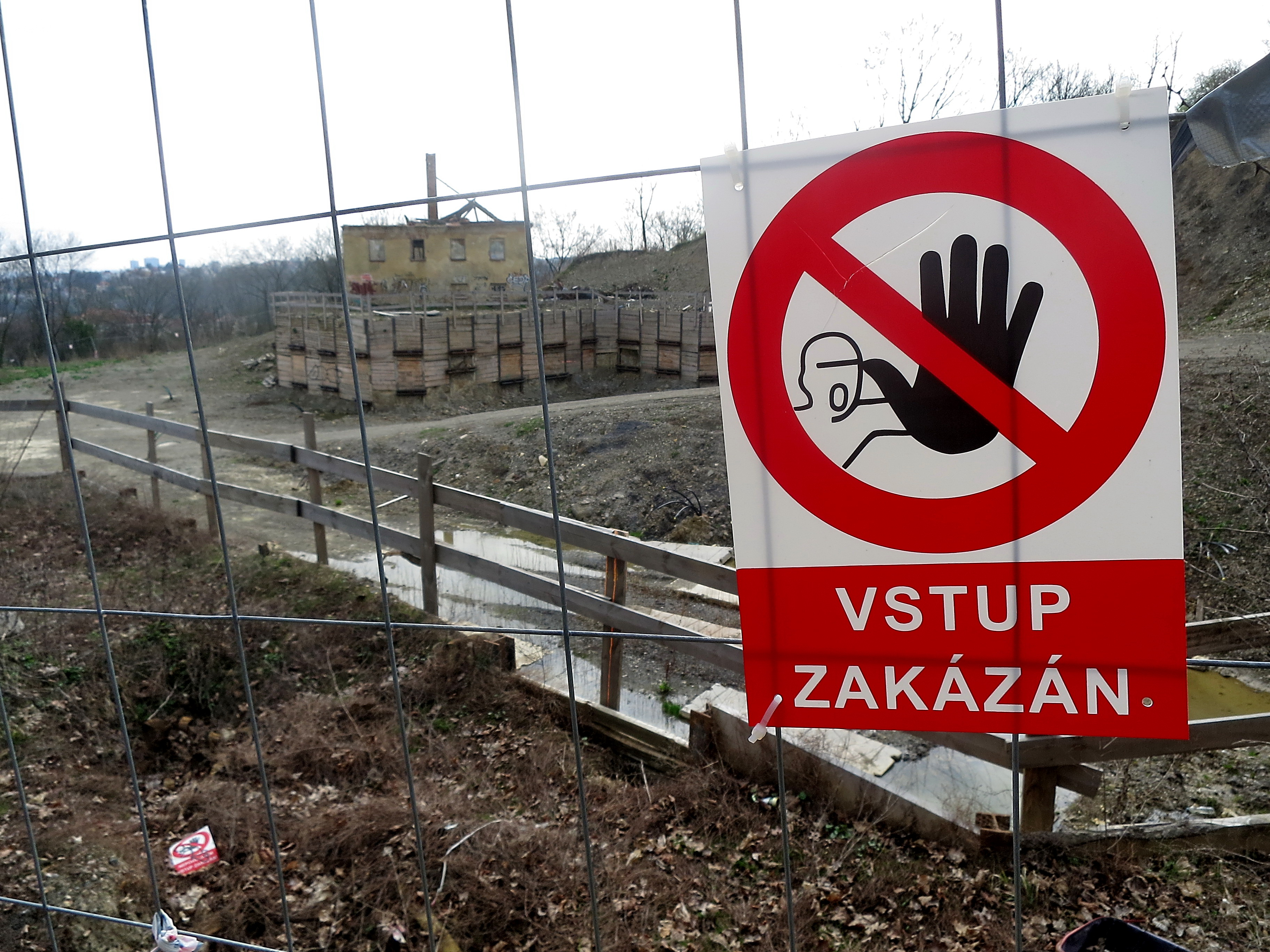
Usedlost Skalka (2024)

Skalka je původně barokní usedlost, nacházející se v Praze na Smíchově. Je umístěna v přírodní lokalitě Skalka na temeni kopce, pod nímž se na jedné straně nachází Plzeňská třída a sportovní areál včetně ragbyového hřiště na straně druhé.

## Historie

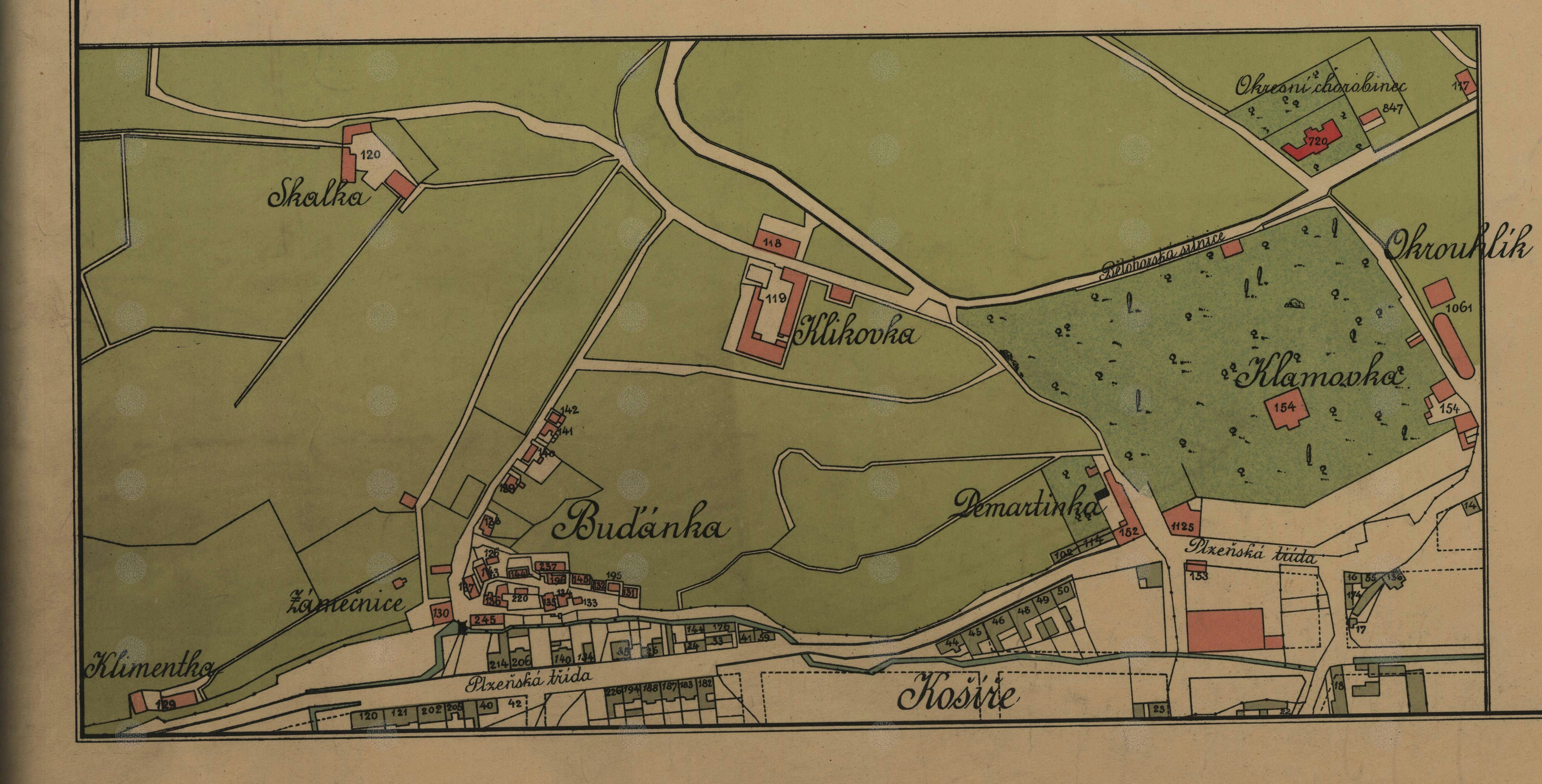
Skalka na mapě Smíchova z roku 1906

První zmínka o Skalce pochází z roku 1599, kdy Dorota Skálová, jak se píše v knihách viničního úřadu, koupila na místě zvaném Na Vejhřevkách dvě vinice – Klempernu, Kovařskou a o rok později Starou. Zmíněné vinice se pak nazývaly Skálovské a existovaly zřejmě od 14. století. Jestli se tedy usedlost nazývala podle vinic nebo podle majitelky, není jasné.
Dlouhou dobu zde však žádná stavba nestála. Usedlost zřejmě vznikla až na konci 18. století. Před rokem 1820 měla tvar písmene „U“. Byla tedy trojkřídlá – dvě boční křídla byla kratší, otevřená do dvora. Poblíž stála obytná budova ve tvaru obdélníku, která se zachovala dodnes.
Starobylý ráz této patrové stavby ovšem narušila novodobá úprava z roku 1963. Vznikla jednopatrová budova s vysokou valbovou střechou s malými vikýři, zcela bez ozdob. Kolem domu jsou zpustlé zbytky zahrady, která byla dříve upravena jako anglický park. Pozemek lemuje poškozená ohradní zeď, ve které se nachází zajímavá brána s hranolovými pilíři, ukončenými římsou. V současné době je usedlost opuštěná a zdevastovaná. Přestože je od roku 1964 památkově chráněná, zarůstá trávou a chátrá. Od roku 2022 je vlastníkem usedlosti skupina Premiot. Projekt této společnosti, jehož základní kámen byl poklepán 2. listopadu 2022, počítal s rekonstrukcí usedlosti a postavením dvou bytových domů v její blízkosti.